# لويس أدوغار
لويس أدوغار هو لاعب كرة قاعدة دومينيكاني، ولد في 22 نوفمبر 1972 في باني في جمهورية الدومينيكان.

## وصلات خارجية
- لويس أدوغار على موقعبيزبول رفرنس.كوم (الدوري الرئيسي) (الإنجليزية)
- لويس أدوغار على موقعبيزبول رفرنس.كوم (الدوري الثانوي) (الإنجليزية)
- لويس أدوغار على موقع مشجعي الرسوم البيانية (الإنجليزية)